# Río Grande (vattendrag i Chile, Región de Magallanes y de la Antártica Chilena, lat -53,98, long -70,10)
Río Grande är ett vattendrag i Chile.   Det ligger i regionen Región de Magallanes y de la Antártica Chilena, i den södra delen av landet, 2 300 km söder om huvudstaden Santiago de Chile.
Omgivningen kring Río Grande är nästan obefolkad, med mindre än två invånare per kvadratkilometer.